# Charles Courant
Charles Courant (ur. 14 kwietnia 1896, zm. 26 czerwca 1982 w Montreux) – szwajcarski zapaśnik walczący w stylu wolnym. Wicemistrz olimpijski z Antwerpii 1920 i brązowy medalista z Paryża 1924. Walczył w kategoriach 82–87 kg.

## Kariera sportowa
- Turniej w Antwerpii 1920

Wygrał z zawodnikiem ZPA Janem van Rensburgiem, Belgiem Guillaume Snoeckim i Amerykaninem Johnem Redmanem oraz przegrał ze Szwedem Andersem Larssonem.
- Turniej w Paryżu 1924

Wygrał z Amerykaninem Charlesem Strackiem, Duńczykiem Poulem Hansenem i przegrał ze Szwedem Rudolfo Svenssonem.